# Jindřich Berounský
Jindřich Berounský (* 7. září 1970 Česká Lípa) je český politik a dopravní specialista, od roku 2002 zastupitel města Jablonec nad Nisou (v letech 2006 až 2010 také radní města), bývalý člen SOS a hnutí Změna, nyní[kdy?] člen Sociální demokracie.

## Život
V minulosti pracoval jako výpravčí. Později byl uváděn jako dopravní specialista či systémový specialista Generálního ředitelství Českých drah. V roce 2007 byl u Okresního soudu v Jablonci nad Nisou nepravomocně odsouzen pro trestný čin výtržnictví (jednalo se o potyčku z dubna 2006).
Jindřich Berounský žije ve městě Jablonec nad Nisou, konkrétně v části Mšeno nad Nisou.[zdroj?]

## Politická kariéra
V komunálních volbách v roce 2002 byl zvolen jako nezávislý zastupitelem města Jablonec nad Nisou, když kandidoval za subjekt "Sdružení Unie svobody - Demokratické unie a jabloneckých osobností". Mandát zastupitele města pak obhájil ve volbách v roce 2006 jako člen a lídr Strany pro otevřenou společnost. Mezi lety 2006 a 2008 působil také jako místopředseda Strany pro otevřenou společnost. Od listopadu 2006 do září 2007 a opět pak od května 2008 do listopadu 2010 zastával funkci radního města. Další obhajoba mandátu proběhla ve volbách v roce 2010, tehdy už byl členem ČSSD. Další změna přišla ve volbách v roce 2014, kdy uspěl jako člen hnutí Změna na kandidátce "Změna pro Jablonec". Do ČSSD se však vrátil a za stranu kandidoval ve volbách v roce 2018.
V krajských volbách v roce 2004 kandidoval jako nestraník za US-DEU do Zastupitelstva Libereckého kraje, ale neuspěl. Nepodařilo se mu to ani ve volbách v roce 2008 jako nestraníkovi za SZ a ani ve volbách v roce 2012 jako nestraníkovi za hnutí Změna na kandidátce s názvem "ZMĚNA PRO LIBERECKÝ KRAJ" (tj. Změna  SZ).
Ve volbách do Senátu PČR v roce 2018 kandidoval za ČSSD v obvodu č. 35 – Jablonec nad Nisou. Se ziskem 5,39 % hlasů skončil na 6. místě.